# Thomas Hedlund (musiker)
För fotbollsspelaren se Thomas Hedlund
Karl Thomas Chaminda Hedlund är en svensk trumslagare född 13 maj 1980 i Sri Lanka, uppvuxen i Umeå, Västerbotten.
Thomas Hedlund har under de senaste åren kommit att bli en av Sveriges mest mångsidiga och produktiva trummisar. Förutom hans medlemskap i umeåkvartetten The Perishers medverkar han även, både live och på skiva, i bland andra Cult of Luna, Deportees, Khoma och det franska bandet Phoenix. Hedlunds dynamiska och moderna spelstil har en karakteristik som, trots ovan nämnda bands stora musikaliska olikheter, gör att man känner igen hans sound. Förutom hans tekniska skicklighet besitter han även en stor rytmisk fantasifullhet som gjort honom till en internationellt eftertraktad trumslagare. Hedlund har även spelat med Adam Tensta, och medverkade på tre låtar på Håkan Hellströms album Det kommer aldrig va över för mig från 2013. Han har också varit sessionmusiker med The Lost Patrol, Phoenix, Convoj, Rasmus Kellerman, Boy, Cant, Miike Snow och iamamiwhoami.

## Diskografi (urval)
Studioalbum med Cult of Luna
- Cult of Luna (2001)
- The Beyond (2003)
- Salvation (2004)
- Somewhere Along the Highway (2006)
- Eternal Kingdom (2008)
- Vertikal (2013)
- Mariner (2016)
- A Dawn to Fear (2019)
- The Long Road North (2022)